# Old ale

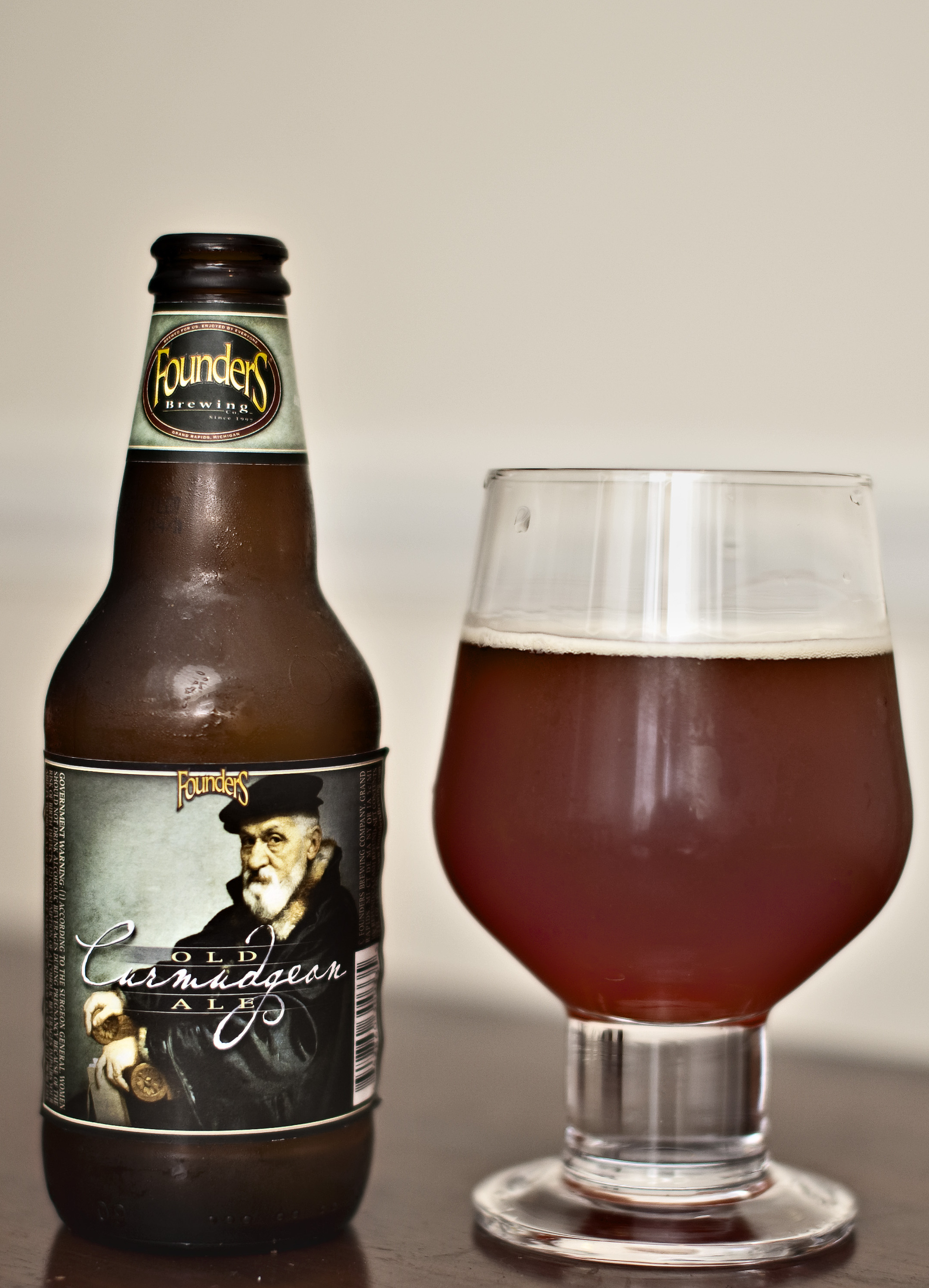
Cerveja "Founder Curmudgeon", "old ale".

Old ale é uma expressão que comumente se aplica à cervejas escuras e maltadas da Inglaterra, geralmente com teor alcoólico acima de 5%; também à "ales" escuras de qualquer intensidade na Austrália. Às vezes, associada com a "stock ale", ou antiga, "keeping ale", cuja cerveja é armazenada na cervejaria.

## História
Historicamente, as old ales serviram como complemento às mild ales, e em bares da época, os senhorios serviam aos clientes uma mistura da stock ale, mais forte, com a mild ale, mais doce, e mais frutada ao paladar do consumidor. Em Londres especialmente, a ale envelhecida tinha um leve amargor, devido a uma fermentação secundária com Brettanomyces.Por causa do tempo requerido para o processo de envelhecimento, alguns investidores compravam mild ales de cervejeiros, maturavam-nas para formarem old ales, e vendiam-nas a preços altos. Eventualmente, cervejeiros passaram a estocar algumas cervejas no fundo das cervejarias, para que as mesmas maturassem, e então eles as vendessem para os bares. Em alguns casos, old ales eram uma mistura entre jovem e envelhecida. As stock ales eram ales muito maturadas em cervejarias, e eram usadas para inserir uma qualidade "old", e talvez uma acidez à mistura.

## Burton ale
Burton era sinônimo de old ale, especialmente em Londres.

## Winter warmer
A "winter warmer" é uma ale forte, doce, maltada, que é produzida nos meses de inverno. É bem escura, mas nem tanto quanto a oatmeal stout, com uma grande presença de malte. Às vezes, as winter warmers levam algumas especiarias, especialmente no Estados Unidos, embora não sejam um ingrediente essencial à produção de winter warmers. Sua característica primária é a intensidade; o conteúdo de álcool por volume varia entre 6% a 8%, mas algumas podem chegar a 10% ou mais. A Cerveja de Natal (Christmas beer) é um tipo de winter warmer, similar em volume de álcool e geralmente condimentada.

## Variações

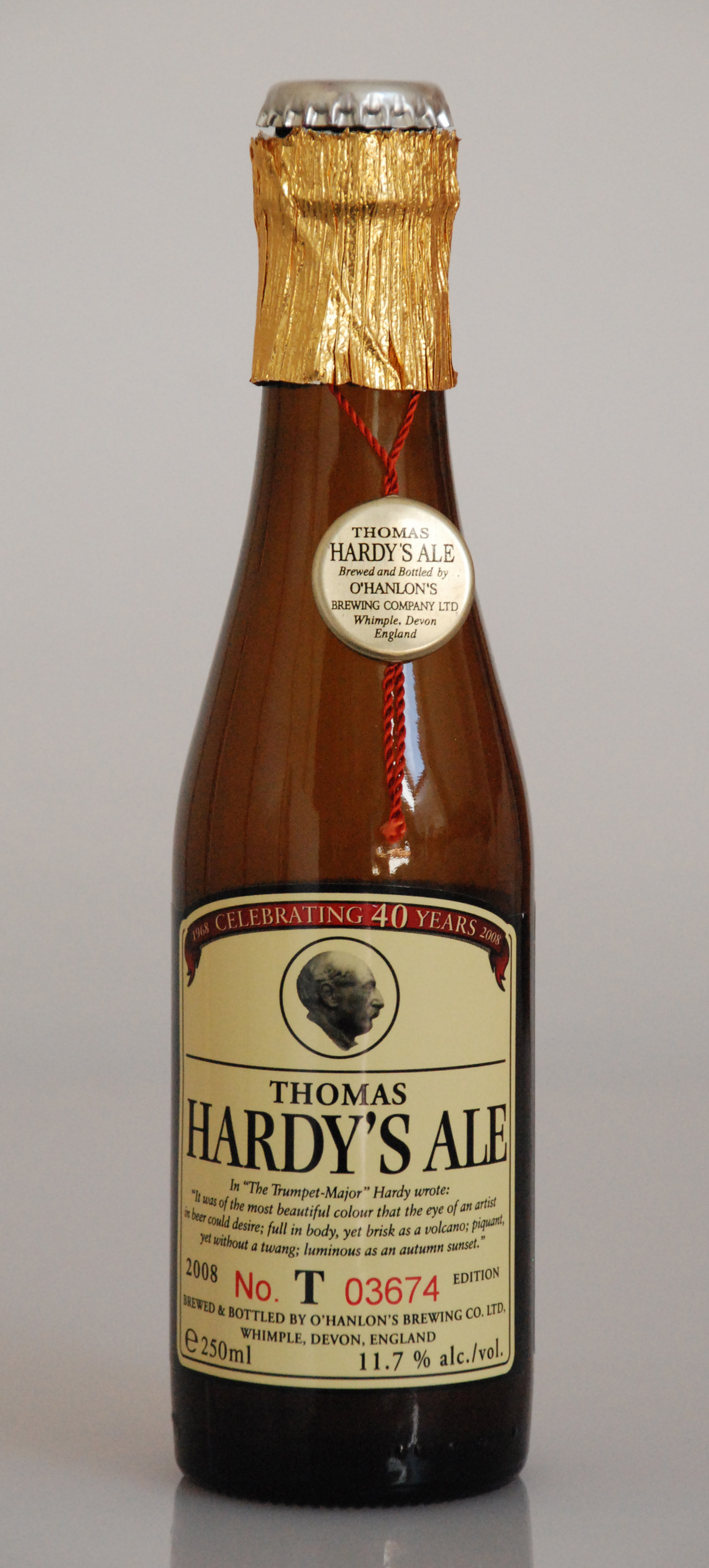
Garrafa de O'Hanlon's Thomas Hardy's Ale (11.7%).

Algumas cervejarias fazem old ales para serem engarrafadas. Algumas delas, podem ser envelhecidas por anos a fio, após terem sido engarrafadas, e podem ser fermentadas em garrafa ou não.
As "October" keeping ales são reconhecidas como as que deram as bases para as India pale ales expedidas pela Companhia Britânica das Índias Orientais.
Outra versão histórica era conhecida como "majority ale", um ale intensa produzida no nascimento de uma criança, e destinada a ser consumida no aniversário de vinte e um anos dessa mesma pessoa.
Algumas old ales misturavam cerveja jovem com envelhecida em tanques, no sistema de soleira. A legendária burton ale produzida pela cervejaria Ballantine em Newark (Nova Jérsia), era uma cerveja desse tipo, e era produzida como regalo a distribuidores e "VIPs" até o fechamento da cervejaria em 1972. As únicas representantes vivas são as 5X Greene King e as ales de aniversário da The Bruery's. As "sour old ales" fermentadas com Brettanomyces eram populares na Grã-Bretanha do século XIX. O estilo agora é mais associado às cervejas da Bélgica, como por exemplo a Oud Bruin e a Rodenbach Grand Cru, embora exista um exemplo britânico sobrevivente, a Gales Prize Old Ale.

Algumas cervejarias, particularmente em Sussex, produzem um tipo de old ale mais fraca, que remete a uma mild ale. Alguns exemplos são a King and Barnes (posteriormente W. J. King) com 4,5% de álcool, e a Harveys com 4.3% de álcool, geralmente consumidas como chope.